# Monika Mihaličková
Monika Mihaličková, dříve Monika Horáková, (* 24. listopadu 1973 Pardubice), je bývalá česká politička, na přelomu 20. a 21. století poslankyně Poslanecké sněmovny za Unii svobody, pak členka romských organizací.

## Biografie
Pochází z romské rodiny. Matka byla učitelkou, otec hudebníkem. Do svých šesti let bydlela s rodiči v maringotce, pak se rodina usídlila v Brně. Rozvedla se a ještě v roce 2000 byla uváděna jako bezdětná. Absolvovala střední pedagogickou školu a pak obor psychologie na Masarykově univerzitě. Rok po dokončení školy se stala místopředsedkyní Meziresortní komise pro záležitosti romské komunity při Úřadu vlády ČR. Od roku 1998 byla členkou Unie svobody.
Ve volbách v roce 1998 byla zvolena do poslanecké sněmovny za Unii svobody (volební obvod Praha). Byla nejmladší poslankyní zvolenou v roce 1998 a jediným zástupcem romské menšiny. Spoluzakládala občanské sdružení Athiganoi, které se orientovalo na výchovu romských elit. V parlamentu zasedala do voleb v roce 2002. Byla členkou sněmovního petičního výboru.
Tři měsíce před koncem jejího funkčního období se jí narodil syn Jan. Na poslanecký mandát nerezignovala, ale ve volbách roku 2002 nekandidovala. Později byla dál aktivní v romských organizacích.

## Osobní život
Je vdaná za Jana Mihalička a mají spolu dva syny, Jana a Briana.